# Jiří Veselý
Jiří Veselý (født 10. juli 1993 i Příbram, Tjekkiet) er en professionel mandlig tennisspiller fra Tjekkiet.